# Белоуша
Белоу́ша (бел. Белаву́ша) — агрогородок в Столинском районе Брестской области Беларуси. Административный центр Белоушского сельсовета.

## Географическое положение
Белоуша находится на юго-востоке Брестской области. Административно-территориальная единица расположена на берегу реки Горынь, в 7 км на северо-восток от Столина, 254 км от Бреста, 14 км от железнодорожной станции Горынь на линии Лунинец-Сарны, на автомобильной дороге республиканского значения Р88 (Житковичи — Туров — Давид-Городок — Столин — Верхний Теребежов, граница Украины).

## Население
| 1897 | 1970 | 1995 | 2005 | 2010 | 2015 | 2019 |
| ---- | ---- | ---- | ---- | ---- | ---- | ---- |
| 827  | 3520 | 3135 | 2876 | 2900 | 2734 | 2570 |

## История

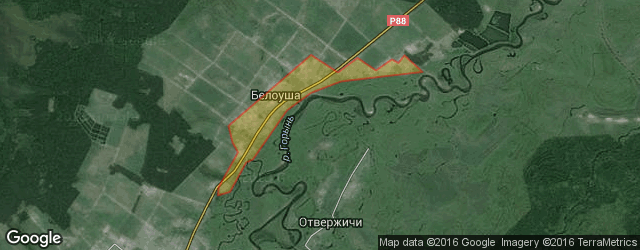
Белоуша на карте

Известно с XVI века как Белогуша в составе Великого Княжества Литовского. После 2-го раздела Речи Посполитой (1793 г.) село в составе Российской Империи, с 1795 года в Столинской волости Пинского уезда Минской губернии. В 1886 году 61 двор, 457 жителей, православная церковь, мельница. Согласно переписи 1897 года в селе 187 дворов, 827 жителей, питейный дом, церковно-приходская школа, приходская православная церковь, лавка. В 1905 году построена новая церковь из дерева, которая сохранилась до нашего времени. В 1909 году село, 167 дворов, 920 жителей. Бытовали промыслы — сплав леса, ловля рыбы и раков, деревообработка.
В 1921-39 годах в составе Польши. В 1921 относилась к Столинской гмине Лунинецкого повята Полесского воеводства, было 345 домов, 2229 жителей (из них 2035 белорусов, 165 евреев, 20 поляков, подавляющее большинство православные). Затем в составе Столинского повята.
С 1939 года в БССР, с 12.10.1940 года центр сельсовета Столинского района Пинской, а с 08.01.1954 — Брестской области, 491 двор, 3136 жителей. Накануне Великой Отечественной войны в селе насчитывалось 535 хозяйств, 2524 жителей, работал лесозавод, имелись мельница, 2 школы, отделение связи, библиотека. С июля 1941 года до начала июля 1944 года Белоуша оккупирована немецко-фашистскими захватчиками, которые сожгли 356 дворов, убили 112 жителей. После войны деревня восстановлена. В 1970 году центр колхоза «Победа», 881 хозяйство, около 3,5 тысяч жителей. На территории деревня находятся ремонтно-механические мастерские, мельница, ветучасток, Дом быта, клуб, библиотека, сберегательный банк, детский сад, фельдшерско-акушерский пункт, отделение связи, средняя школа, 5 магазинов.
В 2011 году деревня Белоуша преобразована в агрогородок.

## Достопримечательности
В агрогородке Белоуша действует Троицкая церковь — памятник архитектуры ретроспективно-русского стиля, построенная в 1905 году архитектором В. В. Струевым на месте старого храма.
Есть памятники советским воинам и землякам, погибшим в Великую Отечественную войну, памятник Василию Ключенкову, памятный знак в честь Победы. братская могила 5 воинов 297-й стрелковой дивизии 89-го стрелкового корпуса 61-й армии 1-го Белорусского фронта, погибших в июле 1944 г. при освобождении территории Белоушского сельсовета от немецко-фашистских оккупантов. В 1957 году на могиле установлен обелиск, который чтит память 41-го земляков, погибших в Великую Отечественную войну. Около деревни, на правом берегу р. Горынь, памятник археологии — городище (местное название Окоп, Замок).

## Галерея

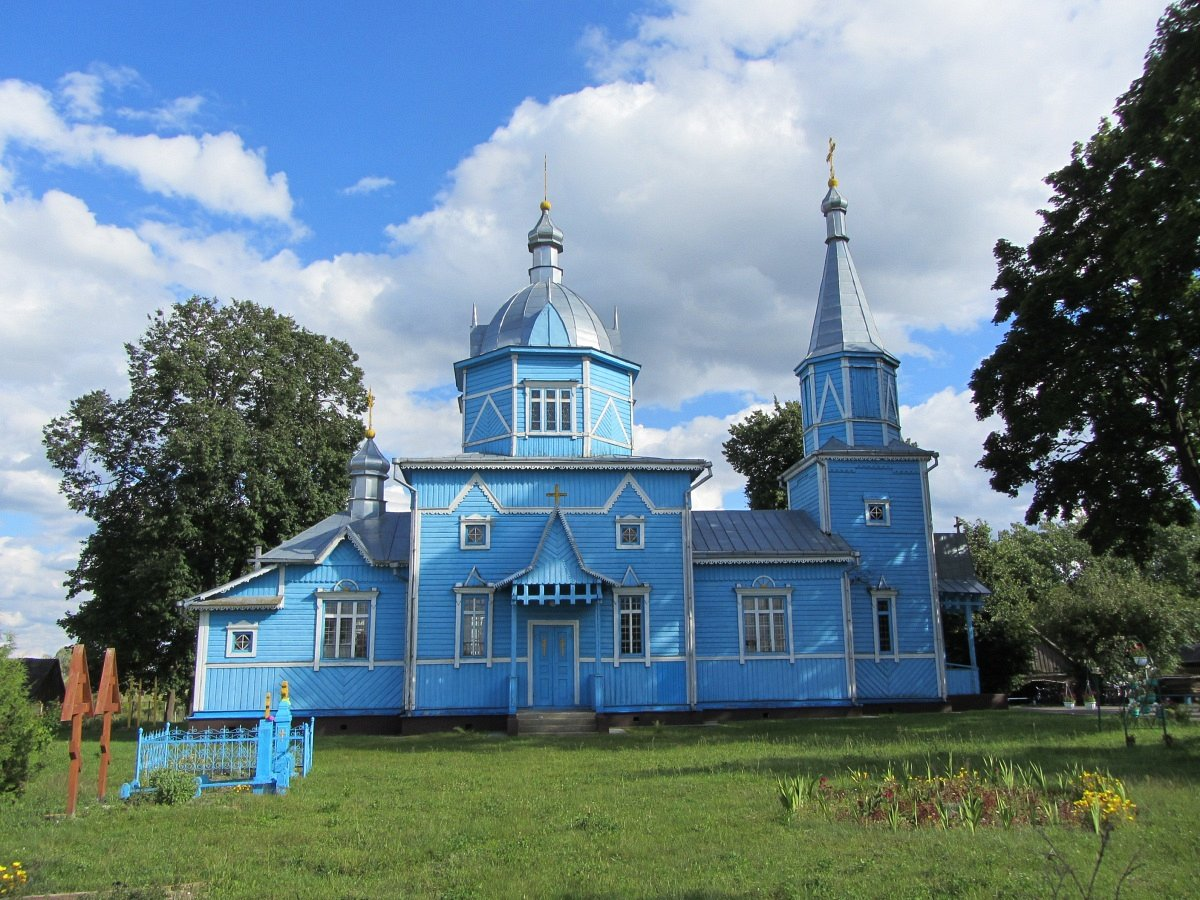
Троицкая церковь
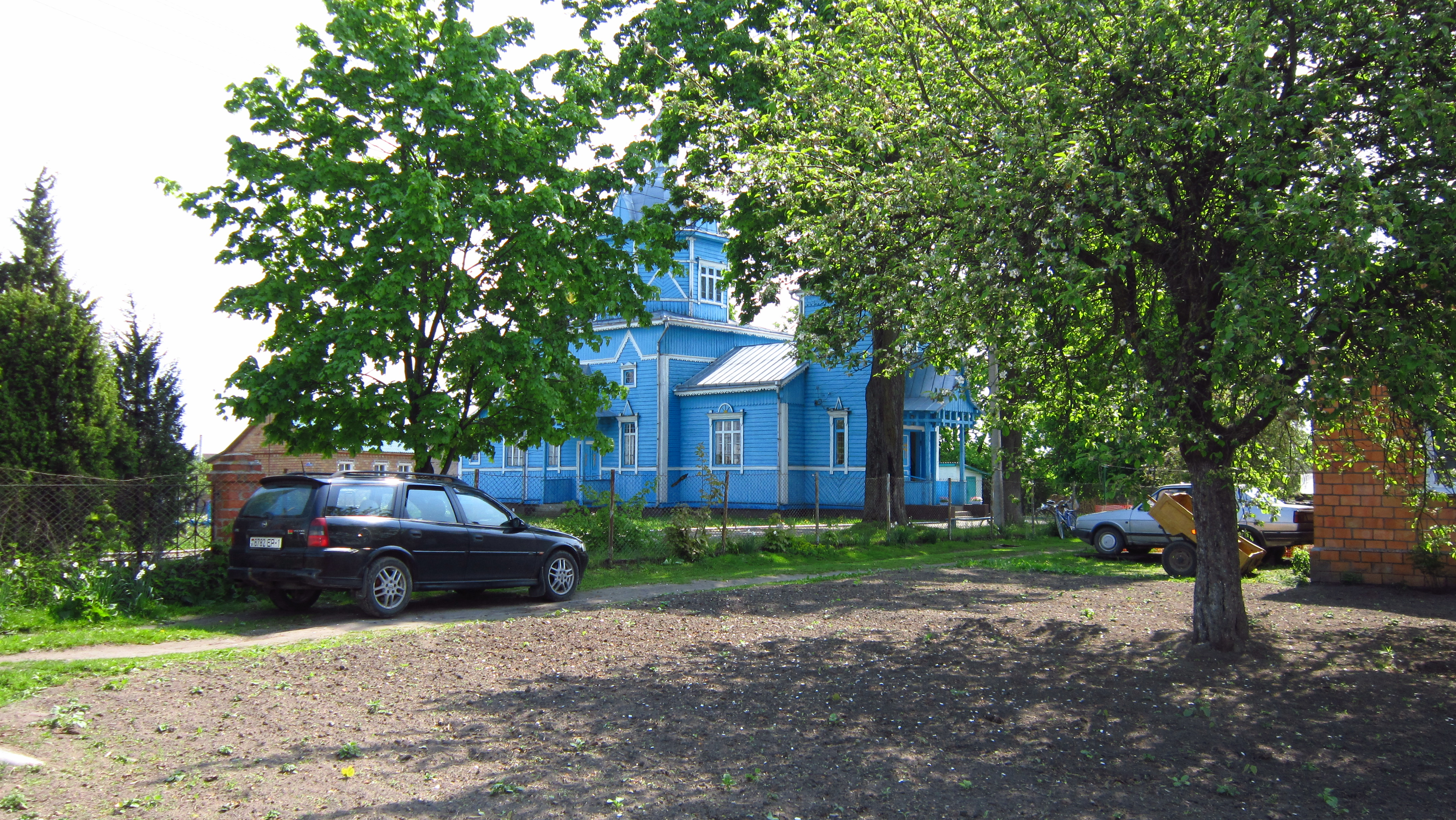
Троицкая церковь
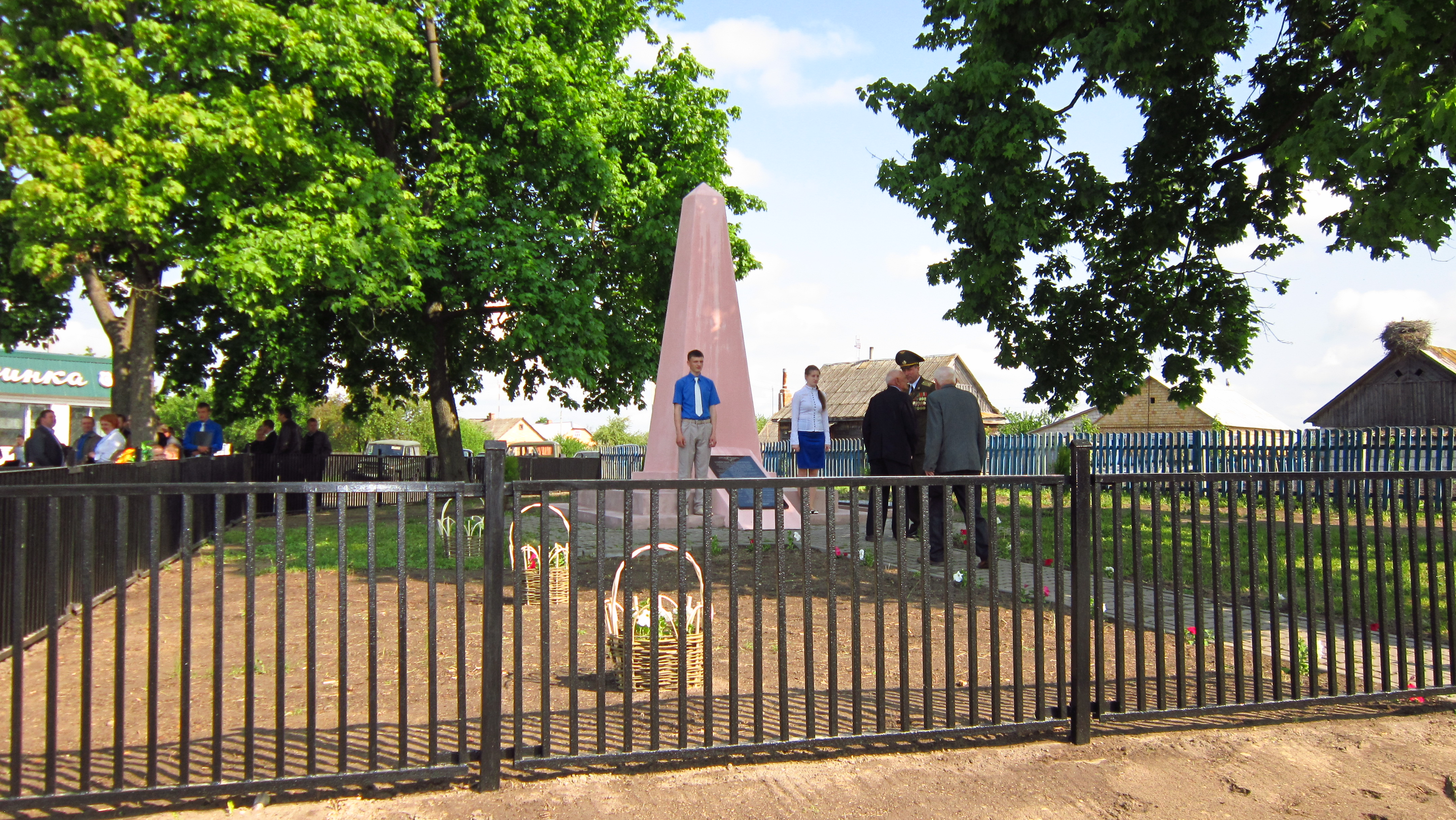
Памятник советским воинам и землякам